# Saison 1937-1938 de l'IAHL
Saison précédente Saison suivante
La Saison 1937-1938 est la deuxième saison de la Ligue américaine de hockey alors que la ligue porte toujours le nom d’International-American Hockey League. Sept équipes participent à la compétition et à l'issue de la saison régulière de quarante-huit rencontres, les Barons de Cleveland finissent en tête. En finale de la Coupe Calder, les Stars de Syracuse, champions en titre, sont battus par les Reds de Providence.

## Contexte et saison régulière
Les Falcons de Cleveland sont renommés en Barons de Cleveland et en finissant premiers de la saison régulière pour la division Ouest, ils remportent le trophée F.-G.-« Teddy »-Oke. Avec soixante-et-un points, ils finissent également devant les Reds de Providence, premiers de la division Est. 

### Résultats des matchs
Les résultats de l'ensemble des matchs de la saison sont situés dans le tableau ci-dessous.
| Date              | Équipe domicile | Score   | Équipe visiteuse |
| ----------------- | --------------- | ------- | ---------------- |
| 6 novembre 1937   | Philadelphie    | 5–1     | Cleveland        |
| 6 novembre 1937   | Pittsburgh      | 1–0     | Providence       |
| 6 novembre 1937   | Springfield     | 1–1     | New Haven        |
| 7 novembre 1937   | Syracuse        | 2–2     | Providence       |
| 7 novembre 1937   | New Haven       | 2–2     | Cleveland        |
| 11 novembre 1937  | Providence      | 2–1     | New Haven        |
| 13 novembre 1937  | Pittsburgh      | 3–5     | Syracuse         |
| 13 novembre 1937  | Springfield     | 3–0     | Cleveland        |
| 13 novembre 1937  | Philadelphie    | 2–1 (P) | New Haven        |
| 14 novembre 1937  | New Haven       | 1–1     | Springfield      |
| 14 novembre 1937  | Providence      | 0–2     | Cleveland        |
| 14 novembre 1937  | Syracuse        | 4–1     | Pittsburgh       |
| 17 novembre 1937  | Philadelphie    | 0–3     | Springfield      |
| 20 novembre 1937  | Cleveland       | 3–3     | Syracuse         |
| 20 novembre 1937  | Pittsburgh      | 4–3     | New Haven        |
| 20 novembre 1937  | Springfield     | 2–1     | Philadelphie     |
| 21 novembre 1937  | Providence      | 3–2     | Philadelphie     |
| 21 novembre 1937  | New Haven       | 5–0     | Pittsburgh       |
| 21 novembre 1937  | Syracuse        | 3–2     | Cleveland        |
| 24 novembre 1937  | Philadelphie    | 3–1     | Pittsburgh       |
| 25 novembre 1937  | Providence      | 1–2     | Syracuse         |
| 25 novembre 1937  | Pittsburgh      | 2–2     | Cleveland        |
| 27 novembre 1937  | Philadelphie    | 2–0     | Syracuse         |
| 27 novembre 1937  | Cleveland       | 0–0     | New Haven        |
| 27 novembre 1937  | Springfield     | 1–2     | Pittsburgh       |
| 28 novembre 1937  | New Haven       | 0–3     | Philadelphie     |
| 28 novembre 1937  | Providence      | 1–1     | Pittsburgh       |
| 28 novembre 1937  | Syracuse        | 5–1     | Springfield      |
| 1er décembre 1937 | Syracuse        | 1–3     | Providence       |
| 1er décembre 1937 | Cleveland       | 1–1     | Springfield      |
| 4 décembre 1937   | Cleveland       | 3–1     | Providence       |
| 4 décembre 1937   | Pittsburgh      | 3–1     | Springfield      |
| 4 décembre 1937   | Philadelphie    | 6–1     | New Haven        |
| 5 décembre 1937   | Providence      | 4–2     | Philadelphie     |
| 5 décembre 1937   | Syracuse        | 1–3     | Cleveland        |
| 5 décembre 1937   | New Haven       | 3–2     | Springfield      |
| 7 décembre 1937   | Springfield     | 4–6     | Philadelphie     |
| 8 décembre 1937   | Pittsburgh      | 2–2     | Cleveland        |
| 8 décembre 1937   | Philadelphie    | 0–0     | Providence       |
| 11 décembre 1937  | Springfield     | 7–9 (P) | Syracuse         |
| 11 décembre 1937  | Cleveland       | 2–1     | Philadelphie     |
| 11 décembre 1937  | Pittsburgh      | 2–0     | Providence       |
| 12 décembre 1937  | Providence      | 2–1     | Springfield      |
| 12 décembre 1937  | New Haven       | 3–2     | Cleveland        |
| 12 décembre 1937  | Syracuse        | 5–1     | Philadelphie     |
| 14 décembre 1937  | Springfield     | 4–5 (P) | Cleveland        |
| 15 décembre 1937  | Pittsburgh      | 3–1     | Philadelphie     |
| 15 décembre 1937  | New Haven       | 2–5     | Providence       |
| 18 décembre 1937  | Pittsburgh      | 4–2     | Syracuse         |
| 18 décembre 1937  | Springfield     | 3–4     | Providence       |
| 18 décembre 1937  | Philadelphie    | 7–5     | Cleveland        |
| 19 décembre 1937  | New Haven       | 0–4     | Syracuse         |
| 19 décembre 1937  | Providence      | 4–0     | Cleveland        |
| 22 décembre 1937  | Cleveland       | 2–1     | New Haven        |
| 22 décembre 1937  | Providence      | 2–2     | Syracuse         |
| 25 décembre 1937  | Philadelphie    | 9–4     | Syracuse         |
| 25 décembre 1937  | Cleveland       | 2–1     | Springfield      |
| 25 décembre 1937  | Pittsburgh      | 3–1     | New Haven        |
| 26 décembre 1937  | Syracuse        | 4–2     | New Haven        |
| 26 décembre 1937  | Providence      | 2–4 (P) | Pittsburgh       |
| 28 décembre 1937  | Springfield     | 2–2     | Pittsburgh       |
| 29 décembre 1937  | New Haven       | 0–2     | Providence       |
| 1er janvier 1938  | Springfield     | 1–0     | New Haven        |
| 1er janvier 1938  | Philadelphie    | 1–3     | Pittsburgh       |
| 1er janvier 1938  | Cleveland       | 4–1     | Syracuse         |
| 2 janvier 1938    | Syracuse        | 2–4     | Springfield      |
| 2 janvier 1938    | New Haven       | 2–1     | Pittsburgh       |
| 2 janvier 1938    | Providence      | 3–1     | Philadelphie     |
| 5 janvier 1938    | Cleveland       | 2–0     | New Haven        |
| 5 janvier 1938    | Pittsburgh      | 2–2     | Providence       |
| 5 janvier 1938    | Philadelphie    | 4–2     | Springfield      |
| 8 janvier 1938    | Cleveland       | 1–0     | Providence       |
| 8 janvier 1938    | Pittsburgh      | 2–0     | Springfield      |
| 8 janvier 1938    | Philadelphie    | 1–4     | New Haven        |
| 9 janvier 1938    | Syracuse        | 9–4     | Pittsburgh       |
| 9 janvier 1938    | Providence      | 3–1     | Cleveland        |
| 9 janvier 1938    | New Haven       | 2–4     | Philadelphie     |
| 11 janvier 1938   | Springfield     | 2–5     | Philadelphie     |
| 12 janvier 1938   | Syracuse        | 4–2     | New Haven        |
| 13 janvier 1938   | Philadelphie    | 7–1     | Cleveland        |
| 15 janvier 1938   | Philadelphie    | 2–4     | Syracuse         |
| 15 janvier 1938   | Springfield     | 4–5 (P) | Cleveland        |
| 15 janvier 1938   | Pittsburgh      | 3–1     | New Haven        |
| 16 janvier 1938   | New Haven       | 3–4     | Cleveland        |
| 16 janvier 1938   | Providence      | 4–2     | Syracuse         |
| 19 janvier 1938   | New Haven       | 2–5     | Syracuse         |
| 19 janvier 1938   | Philadelphie    | 3–2     | Providence       |
| 22 janvier 1938   | Springfield     | 3–5     | Syracuse         |
| 22 janvier 1938   | Cleveland       | 3–2     | Providence       |
| 22 janvier 1938   | Pittsburgh      | 3–2 (P) | Philadelphie     |
| 23 janvier 1938   | New Haven       | 1–0     | Pittsburgh       |
| 23 janvier 1938   | Providence      | 1–3     | Springfield      |
| 23 janvier 1938   | Syracuse        | 0–2     | Philadelphie     |
| 25 janvier 1938   | Springfield     | 2–2     | Pittsburgh       |
| 26 janvier 1938   | Cleveland       | 3–1     | Philadelphie     |
| 26 janvier 1938   | Providence      | 3–1     | New Haven        |
| 29 janvier 1938   | Springfield     | 2–1     | Providence       |
| 29 janvier 1938   | Philadelphie    | 3–0     | Pittsburgh       |
| 29 janvier 1938   | Cleveland       | 2–0     | Syracuse         |
| 30 janvier 1938   | Providence      | 3–0     | Pittsburgh       |
| 30 janvier 1938   | New Haven       | 6–1     | Springfield      |
| 1er février 1938  | Syracuse        | 2–3     | New Haven        |
| 2 février 1938    | Pittsburgh      | 2–0     | Springfield      |
| 2 février 1938    | Cleveland       | 5–4     | New Haven        |
| 2 février 1938    | Providence      | 1–1     | Syracuse         |
| 5 février 1938    | Philadelphie    | 1–0     | Syracuse         |
| 5 février 1938    | Cleveland       | 5–2     | Springfield      |
| 5 février 1938    | Pittsburgh      | 2–1     | New Haven        |
| 6 février 1938    | New Haven       | 2–1     | Providence       |
| 6 février 1938    | Syracuse        | 2–1     | Springfield      |
| 8 février 1938    | Springfield     | 2–1     | Philadelphie     |
| 9 février 1938    | Cleveland       | 2–1     | Pittsburgh       |
| 12 février 1938   | Springfield     | 1–4     | New Haven        |
| 12 février 1938   | Cleveland       | 2–1     | Philadelphie     |
| 12 février 1938   | Pittsburgh      | 0–4     | Syracuse         |
| 13 février 1938   | Syracuse        | 3–5     | Philadelphie     |
| 13 février 1938   | New Haven       | 5–5     | Cleveland        |
| 13 février 1938   | Providence      | 5–3     | Springfield      |
| 15 février 1938   | Springfield     | 1–1     | Cleveland        |
| 15 février 1938   | Syracuse        | 1–2     | Providence       |
| 16 février 1938   | New Haven       | 1–0 (P) | Syracuse         |
| 16 février 1938   | Pittsburgh      | 0–1     | Philadelphie     |
| 19 février 1938   | Springfield     | 4–4     | Syracuse         |
| 19 février 1938   | Philadelphie    | 1–0     | Cleveland        |
| 19 février 1938   | Pittsburgh      | 1–0     | Providence       |
| 20 février 1938   | New Haven       | 1–0     | Springfield      |
| 20 février 1938   | Providence      | 5–3     | Cleveland        |
| 20 février 1938   | Syracuse        | 4–3     | Pittsburgh       |
| 22 février 1938   | Philadelphie    | 4–1     | Springfield      |
| 23 février 1938   | Pittsburgh      | 1–0     | Springfield      |
| 26 février 1938   | Philadelphie    | 5–2     | Providence       |
| 26 février 1938   | Cleveland       | 3–2     | Springfield      |
| 26 février 1938   | Pittsburgh      | 1–0     | Syracuse         |
| 27 février 1938   | Syracuse        | 8–1     | Springfield      |
| 27 février 1938   | New Haven       | 2–2     | Philadelphie     |
| 27 février 1938   | Providence      | 5–1     | Pittsburgh       |
| 1er mars 1938     | Springfield     | 0–3     | Pittsburgh       |
| 2 mars 1938       | Providence      | 5–1     | New Haven        |
| 5 mars 1938       | Cleveland       | 5–2     | Syracuse         |
| 5 mars 1938       | Springfield     | 1–3     | Providence       |
| 5 mars 1938       | Philadelphie    | 3–2     | Pittsburgh       |
| 6 mars 1938       | Syracuse        | 2–2     | Cleveland        |
| 6 mars 1938       | New Haven       | 1–3     | Pittsburgh       |
| 6 mars 1938       | Providence      | 3–2     | Philadelphie     |
| 8 mars 1938       | Cleveland       | 6–3     | Pittsburgh       |
| 9 mars 1938       | Pittsburgh      | 1–1     | Cleveland        |
| 12 mars 1938      | Cleveland       | 2–2     | Pittsburgh       |
| 12 mars 1938      | Springfield     | 6–1     | New Haven        |
| 12 mars 1938      | Philadelphie    | 2–1     | Providence       |
| 13 mars 1938      | Providence      | 2–1     | Springfield      |
| 13 mars 1938      | New Haven       | 2–6     | Philadelphie     |
| 13 mars 1938      | Syracuse        | 3–2     | Pittsburgh       |
| 15 mars 1938      | Syracuse        | 0–0     | Providence       |
| 16 mars 1938      | New Haven       | 2–3     | Syracuse         |
| 16 mars 1938      | Cleveland       | 2–3     | Philadelphie     |
| 19 mars 1938      | Pittsburgh      | 5–2     | Philadelphie     |
| 19 mars 1938      | Cleveland       | 4–1     | Providence       |
| 19 mars 1938      | Springfield     | 2–1 (P) | Syracuse         |
| 20 mars 1938      | Syracuse        | 7–2     | Philadelphie     |
| 20 mars 1938      | Providence      | 5–3     | New Haven        |
| 23 mars 1938      | Philadelphie    | 4–4     | Springfield      |
| 23 mars 1938      | Syracuse        | 3–4     | New Haven        |
| 23 mars 1938      | Pittsburgh      | 7–5     | Cleveland        |
| 26 mars 1938      | Cleveland       | 3–2     | Pittsburgh       |
| 26 mars 1938      | Philadelphie    | 2–2     | New Haven        |
| 26 mars 1938      | Springfield     | 2–5     | Providence       |
| 27 mars 1938      | New Haven       | 3–6     | Providence       |
| 27 mars 1938      | Syracuse        | 4–5     | Cleveland        |

### Classements des équipes
| Clt   | Équipe                   | PJ | V  | D  | N | BP  | BC  | Pts |
| ----- | ------------------------ | -- | -- | -- | - | --- | --- | --- |
| +001, | Reds de Providence       | 48 | 25 | 16 | 7 | 114 | 86  | 57  |
| +002, | Ramblers de Philadelphie | 48 | 26 | 18 | 4 | 134 | 108 | 56  |
| +003, | Eagles de New Haven      | 48 | 13 | 28 | 7 | 93  | 131 | 33  |
| +004, | Indians de Springfield   | 48 | 10 | 30 | 8 | 96  | 140 | 28  |

| Clt   | Équipe                | PJ | V  | D  | N  | BP  | BC  | Pts |
| ----- | --------------------- | -- | -- | -- | -- | --- | --- | --- |
| +001, | Barons de Cleveland   | 48 | 25 | 12 | 11 | 126 | 114 | 61  |
| +002, | Hornets de Pittsburgh | 48 | 22 | 18 | 8  | 100 | 104 | 52  |
| +003, | Stars de Syracuse     | 48 | 21 | 20 | 7  | 142 | 122 | 49  |

- En gras et en italique : champion de la saison régulière
- En gras : qualifié pour les séries éliminatoires

### Classements des meilleurs pointeurs
Pour la deuxième année consécutive, Jack Markle, joueur des Stars de Syracuse, est le meilleur réalisateur de la saison, cette année avec six points de moins que la saison précédente, soit cinquante-quatre points. Phil Hergesheimer, attaquant de Cleveland, est le meilleur buteur de la saison avec vingt-cinq buts.
| Joueur                 | Équipe       | PJ | B  | A  | Pts | Pun |
| ---------------------- | ------------ | -- | -- | -- | --- | --- |
| Jack Markle            | Syracuse     | 48 | 22 | 32 | 54  | 8   |
| Eddie Convey (en)      | Syracuse     | 48 | 19 | 33 | 52  | 42  |
| Lorne Duguid           | Cleveland    | 47 | 22 | 27 | 49  | 22  |
| Les Cunningham         | Cleveland    | 48 | 19 | 28 | 47  | 55  |
| Phil Hergesheimer (en) | Cleveland    | 47 | 25 | 20 | 45  | 13  |
| Charlie Mason          | Philadelphie | 45 | 24 | 20 | 44  | 11  |
| Bill Carse             | Philadelphie | 48 | 15 | 25 | 40  | 46  |
| Alex Cook              | Cleveland    | 43 | 13 | 27 | 40  | 46  |
| Oscar Asmundson        | New Haven    | 44 | 13 | 26 | 39  | 57  |
| Murray Armstrong       | Syracuse     | 35 | 7  | 31 | 38  | 10  |

## Séries éliminatoires de la Coupe Calder

### Déroulement
Six équipes jouent les séries éliminatoires : les trois équipes de la division Ouest et trois des quatre équipes dans la division Est. Un premier tour a lieu entre les équipes classées deuxième et troisième de chaque division. Le vainqueur rencontre par la suite les champions de division en demi-finale,.
|  | Quarts de finale | Quarts de finale | Quarts de finale | Quarts de finale |            |            | Demi-finales | Demi-finales | Demi-finales | Demi-finales |  |  | Finale | Finale | Finale | Finale |
|  |                  |                  |                  |                  |            |            |              |              |              |              |  |  |        |        |        |        |
|  |                  |                  |                  |                  |            |            |              |              |              |              |  |  |        |        |        |        |
|  |                  |                  |                  |                  |            |            |              |              |              |              |  |  |        |        |        |        |
|  |                  |                  |                  |                  |            |            |              |              |              |              |  |  |        |        |        |        |
|  |                  |                  |                  |                  |            |            |              |              |              |              |  |  |        |        |        |        |
|  |                  |                  |                  |                  |            |            |              |              |              |              |  |  |        |        |        |        |
|  | Providence       | Providence       | 2                | 2                |            |            |              |              |              |              |  |  |        |        |        |        |
|  | Providence       | Providence       | 2                | 2                |            |            |              |              |              |              |  |  |        |        |        |        |
|  |                  |                  | Philadelphie     | Philadelphie     | 1          | 1          |              |              |              |              |  |  |        |        |        |        |
|  | Philadelphie     | Philadelphie     | Philadelphie     | Philadelphie     | 1          | 1          | 2            | 2            |              |              |  |  |        |        |        |        |
|  | Philadelphie     | Philadelphie     |                  |                  |            |            |              | 2            |              |              |  |  |        |        |        |        |
|  | New Haven        | New Haven        | 0                | 0                |            |            |              |              |              |              |  |  |        |        |        |        |
|  | New Haven        | New Haven        | 0                | 0                | Providence | Providence | 3            | 3            |              |              |  |  |        |        |        |        |
|  |                  |                  |                  |                  | Providence | Providence | 3            | 3            |              |              |  |  |        |        |        |        |
|  |                  |                  | Syracuse         | Syracuse         | 1          | 1          |              |              |              |              |  |  |        |        |        |        |
|  |                  |                  |                  |                  | 1          | 1          |              |              |              |              |  |  |        |        |        |        |
|  |                  |                  |                  |                  |            |            |              |              |              |              |  |  |        |        |        |        |
|  |                  |                  |                  |                  |            |            |              |              |              |              |  |  |        |        |        |        |
|  | Cleveland        | Cleveland        | 0                | 0                |            |            |              |              |              |              |  |  |        |        |        |        |
|  | Cleveland        | Cleveland        | 0                | 0                |            |            |              |              |              |              |  |  |        |        |        |        |
|  |                  |                  | Syracuse         | Syracuse         | 2          | 2          |              |              |              |              |  |  |        |        |        |        |
|  | Syracuse         | Syracuse         | Syracuse         | Syracuse         | 2          | 2          | 2            | 2            |              |              |  |  |        |        |        |        |
|  | Syracuse         | Syracuse         |                  |                  |            |            |              | 2            |              |              |  |  |        |        |        |        |
|  | Pittsburgh       | Pittsburgh       | 0                | 0                |            |            |              |              |              |              |  |  |        |        |        |        |
|  | Pittsburgh       | Pittsburgh       | 0                | 0                |            |            |              |              |              |              |  |  |        |        |        |        |
|  |                  |                  |                  |                  |            |            |              |              |              |              |  |  |        |        |        |        |

### Quarts de finale

#### Philadelphie contre New Haven
| 29 mars 1938 | Philadelphie | 2-0 | New Haven |  |

| 31 mars 1938 | New Haven | 2-3 | Philadelphie |  |

#### Syracuse contre Pittsburgh
| 29 mars 1938 | Syracuse | 3-2 | Pittsburgh |  |

| 31 mars 1938 | Pittsburgh | 2-5 | Syracuse |  |

### Demi-finales

#### Providence contre Philadelphie
| 2 avril 1938 | Philadelphie | 3-5 | Providence |  |

| 3 avril 1938 | Providence | 0-1 | Philadelphie |  |

| 5 avril 1938 | Providence | 3-2 | Philadelphie |  |

#### Cleveland contre Syracuse
| 3 avril 1938 | Syracuse | 6-3 | Cleveland |  |

| 4 avril 1938 | Cleveland | 2-3 | Syracuse |  |

### Finale
| 7 avril 1938 | Providence | 5-4 | Syracuse |  |

| 9 avril 1938 | Providence | 2-1 | Syracuse |  |

| 10 avril 1938 | Syracuse | 4-3 | Providence |  |

| 12 avril 1938 | Syracuse | 1-4 | Providence |  |

| Feuille de match | Feuille de match | Feuille de match | Feuille de match            | Feuille de match             |
| ---------------- | --- | ---------------- | --------------------------- | ---------------------------- |
|                  | M.Hill — 20 min 57 s W. Starr (A. Giroux, J. Jarvis) — 47 min 16 s A. Giroux — 15 min 6 s - J. Keating — 59 min 52 s | (0-0, 0-1, 1-3)  | - J. Markle — 58 min 34 s - | Arbitrage : Lamport et Burke |
|                  | |                  |                             | Arbitrage : Lamport et Burke |
|                  | |                  |                             | Arbitrage : Lamport et Burke |
|                  | |                  |                             | Arbitrage : Lamport et Burke |

Les Reds de Providence battent les Stars de Syracuse 3 matchs à 1 et remportent la Coupe Calder, la première d'une série de sept Coupes pour leur entraîneur, Bun Cook.

### Effectif champion
L'effectif sacré champion de la Coupe Calder est le suivant :
- Gardien de but : Frank Brimsek ;
- Défenseurs : Jack Crawford, Walter Kalbfleisch, Art Lesieur, Lorin Mercer, Jack Shewchuk ;
- Attaquants : Clarence Drouillard, Art Giroux, Red Hamill, Mel Hill, James Jarvis Jack Keating, Gord Kuhn, Sammy McManus,  Wilfred Starr ;
- Entraîneur : Bun Cook.

## Récompenses

### Trophées collectifs
| Coupe Calder : Vainqueurs des séries                         | Reds de Providence  |
| Trophée F.-G.-« Teddy »-Oke : Champions de la division Ouest | Barons de Cleveland |

### Équipes d'étoiles
Pour la première fois, les dirigeants de la ligue décident de mettre en place des équipes d'étoiles pour récompenser les meilleurs joueurs de la saison. Comme cela sera le cas jusqu'à la saison 1944-1945 incluse, les joueurs et entraîneurs sont désignés par un vote des joueurs.
| Position       | Joueur          | Équipe       |
| -------------- | --------------- | ------------ |
| Gardien de but | Frank Brimsek   | Providence   |
| Défenseur      | Charles Shannon | Syracuse     |
| Défenseur      | Larry Molyneaux | Philadelphie |
| Ailier gauche  | Lorne Duguid    | Cleveland    |
| Centre         | Alex Cook       | Cleveland    |
| Ailier droit   | Chuck Mason     | Philadelphie |
| Entraîneur     | Bill Cook       | Cleveland    |

| Position       | Joueur           | Équipe     |
| -------------- | ---------------- | ---------- |
| Gardien de but | Moe Roberts      | Cleveland  |
| Défenseur      | Jeff Kalbfleisch | Providence |
| Défenseur      | Art Lesieur      | Providence |
| Ailier gauche  | Jack Markle      | Syracuse   |
| Centre         | Ed Convey        | Syracuse   |
| Ailier droit   | Sam McManus      | Providence |
| Entraîneur     | -                | -          |